# Dorinel Munteanu
Dorinel Ionel Munteanu, född 25 juni 1968 i Grădinari, är en rumänsk fotbollstränare och före detta spelare.

## Spelarkarriär

### Klubblag
Dorinel Munteanu slog igenom i Dinamo București i början av 1990-talet, där han gjorde 27 mål på 67 ligamatcher från sin offensiva mittfältsposition. 1993 såldes han till Cercle Brugge. Efter två säsonger i Belgien flyttade han vidare till Tyskland för spel i FC Köln och senare även VfL Wolfsburg.
Han återvände senare till sitt hemland där han som 40-åring avslutade sin aktiva karriär för att istället bli tränare.

### Landslag
Munteanu gjorde sin första landskamp för Rumänien i maj 1991 mot Norge. I september 2005 gjorde han sin 126:e landskamp och var då den som spelat flest landslagsmatcher för Rumänien. Han gjorde totalt 134 landskamper och 16 mål.
Han var med i Rumäniens trupp till VM 1994, EM 1996, VM 1998 samt EM 2000.

#### Internationella mål
Rumäniens mål står först
| Nr | Datum            | Plats                                             | Motståndare             | Mål | Resultat | Tävling           |
| -- | ---------------- | ------------------------------------------------- | ----------------------- | --- | -------- | ----------------- |
| 1  | 21 december 1991 | Kairo International Stadium, Kairo, Egypten       | Egypten                 | 1–1 | 1–3      | Vänskapsmatch     |
| 2  | 24 december 1991 | Port Said Stadium, Port Said, Egypten             | Egypten                 | 1–0 | 1–1      | Vänskapsmatch     |
| 3  | 7 juni 1995      | Stadionul Ghencea, Bukarest, Rumänien             | Israel                  | 2–1 | 2–1      | Kval till EM 1996 |
| 4  | 15 oktober 1995  | Všešportový areál, Košice, Slovakien              | Slovakien               | 2–0 | 2–0      | Kval till EM 1996 |
| 5  | 6 september 1997 | Sportpark, Eschen, Liechtenstein                  | Liechtenstein           | 5–0 | 8–1      | Kval till VM 1998 |
| 6  | 6 september 1997 | Sportpark, Eschen, Liechtenstein                  | Liechtenstein           | 6–0 | 8–1      | Kval till VM 1998 |
| 7  | 6 september 1997 | Sportpark, Eschen, Liechtenstein                  | Liechtenstein           | 7–1 | 8–1      | Kval till VM 1998 |
| 8  | 10 oktober 1998  | Estádio das Antas, Porto, Portugal                | Portugal                | 1–0 | 1–0      | Kval till EM 2000 |
| 9  | 5 juni 1999      | Stadionul Ghencea, Bukarest, Rumänien             | Ungern                  | 2–0 | 2–0      | Kval till EM 2000 |
| 10 | 9 juni 1999      | Stadionul Ghencea, Bukarest, Rumänien             | Azerbajdzjan            | 2–0 | 4–0      | Kval till EM 2000 |
| 11 | 20 juni 2000     | Stade du Pays de Charleroi, Charleroi, Belgien    | England                 | 2–2 | 3–2      | EM 2000           |
| 12 | 28 mars 2001     | Boris Paitjadze-stadion, Tbilisi, Georgien        | Georgien                | 1–0 | 2–0      | Kval till VM 2002 |
| 13 | 27 mars 2002     | Stadionul Gheorghe Hagi, Constanța, Rumänien      | Ukraina                 | 1–0 | 4–1      | Vänskapsmatch     |
| 14 | 7 september 2002 | Koševo Stadium, Sarajevo, Bosnien och Herzegovina | Bosnien och Hercegovina | 2–0 | 3–0      | Kval till EM 2004 |
| 15 | 12 februari 2003 | Neo GSZ Stadium, Larnaca, Cypern                  | Slovakien               | 1–1 | 2–1      | Vänskapsmatch     |
| 16 | 29 mars 2003     | Stadionul Lia Manoliu, Bukarest, Rumänien         | Danmark                 | 2–1 | 2–5      | Kval till EM 2004 |

## Tränarkarriär
Efter att Munteanu lämnat Steaua București blev han erbjuden ett jobb som spelande tränare i CFR Cluj. Under sin första säsong som tränare tog han klubben till final i Intertotocupen och en femte plats i Divizia A. I starten av säsongen 2006/07 sa Munteanu upp sig då han inte kände något förtroende från klubbledningen. Han gick istället till Argeș Pitești som låg sist i ligan efter 10 omgångar. Han lyckades inte föra upp laget till säker mark och när det stod klart att Argeș Pitești skulle åka ur högstaligan fick han sparken.
Dorinel Munteanu gjorde sina sista matcher som spelande tränare i FC Vaslui, där han spelade 16 matcher i ligan säsongen 2007/08. Efter korta sejourer i Steaua București och Universitatea Cluj skrev han i juli 2009 på för Oțelul Galați. Efter en mittenplacering under första säsongen var Otelul Galati serieledare efter vinteruppehållet säsongen 2010/11, en position som de behöll säsongen ut och blev därmed mästare för första gången i klubbens historia.
Under den efterföljande säsongen tog sig Otelul Galati till gruppspelet i Champions League, där man dock förlorade samtliga matcher. Efter en dålig start på säsongen 2012/13 med bara en seger på de sex första matcherna sa Munteanu upp sig som tränare för klubben.
I november 2012 tog Munteanu över Dinamo București. Där stannade han dock bara en månad innan han sa upp sig för att satsa på en tränarkarriär i utlandet. Redan dagen efter skrev han på för ryska Mordovia Saransk. Efter sju månader bytte Munteanu återigen klubb då han skrev på för Kuban Krasnodar. Där stannade han bara två månader innan han fick sparken.
14 juni 2014 blev han ny tränare för Gabala FK från Azerbajdzjan, som han fick sparken från 8 december samma år efter bara fyra vinster på 16 matcher.

## Meriter

### Som spelare
Dinamo București
- Liga I: 1992

Steaua București
- Liga I: 2005

### Som tränare
Oțelul Galați
- Liga I: 2011
- Rumänska Supercupen: 2011